# کلمنتین توره
کلمنتین توره (انگلیسی: Clémentine Touré؛ زادهٔ ۲۱ مارس ۱۹۷۷ ‏(۴۷ سال)) بازیکن فوتبال اهل ساحل عاج است.
وی همچنین در تیم ملی فوتبال زنان ساحل عاج بازی کرده‌است.